# بهشت می‌تواند صبر کند (فیلم ۱۹۴۳)
بهشت می‌تواند صبر کند (به انگلیسی: Heaven Can Wait) فیلمی ۱۱۲ دقیقه‌ای در ژانر کمدی به تهیه‌کنندگی و کارگردانی ارنست لوبیچ است.

## داستان فیلم
پیرمردی به نام هنری ون کلیو پس از درگذشت به یک اتاق پذیرایی باشکوه وارد می‌شود تا «عالیجناب» به پیشواز او برود. هنری که از همهٔ زندگی خود آگاه است، درخواست می‌کند که برای رفتن به جهنم پذیرفته شود، اما دربارهٔ شرایط او تردید وجود دارد. او برای اثبات شایستگی خود، داستان زندگی پیچیده خود را بازگویی می‌کند…